# Verwaltungsgemeinschaft Gröningen
In der Verwaltungsgemeinschaft Gröningen waren im sachsen-anhaltischen Bördekreis die Städte Gröningen und Kroppenstedt sowie die Gemeinde Krottorf zusammengeschlossen. Verwaltungssitz war Gröningen. Am 1. Januar 2001 wurde Krottorf nach Gröningen eingemeindet. Am 1. Januar 2005 wurde die Verwaltungsgemeinschaft mit der Verwaltungsgemeinschaft Hamersleben zur neuen Verwaltungsgemeinschaft Westliche Börde zusammengeschlossen.